# 第6補給連隊 (フランス軍)
第6補給連隊（だいろくほきゅうれんたい、6e régiment du matériel：6e RMAT）は、ドゥー県ブザンソンに駐屯する、第1後方支援旅団隷下のフランス陸軍の後方支援連隊である。
兵種は輜重など、伝統的区分は輜重兵である。

## 沿革
- 1985年：第6補給連隊が編成される。
- 1999年：第1後方支援旅団の隷下となる。

## 最新の部隊編成
- 連隊本部
- 本部管理中隊
- 第1移動整備中隊
- 第2移動整備中隊
- 第1電子機器整備中隊
- 第2電子機器整備中隊
- 供給中隊
- 需品中隊
- 多機能技術中隊

## 任務
- 連隊は、第1線部隊に対する補給支援をおこない、あわせて海外派遣された部隊に対しても整備等の支援を行う。
- 混成兵站大隊や英軍支援隊等各派遣先において、整備支援にあたる。
- AK-47等旧東側の火器の整備と普及教育も実施する。

## 主要装備
- GIAT BM92-G1
- FA-MAS
- 12.7mm重機関銃
- P4
- TRM 2000
- TRM 4000
- TRM 10000
- GBC 180